# Maria de la Mercè de Borbó-Dues Sicílies
Maria de la Mercè de Borbó-Dues Sicílies (castellà: María de las Mercedes de Borbón y Orleans)  (Madrid, 23 de desembre de 1910 - Lanzarote, 2 de gener de 2000) Maria Mercè de Borbó-Dues Sicílies i Orleans, fou membre de la família reial espanyola i mare del rei Joan Carles I. comtessa de Barcelona arran del seu casament amb l'infant Joan de Borbó, comte de Barcelona, pretendent al tron espanyol.

## Biografia
Filla de l'Infant Carles de Borbó-Dues Sicílies i de la Princesa Lluïsa d'Orleans nasqué a Madrid el 1910. Era neta del Príncep Alfons de Borbó-Dues Sicílies i de la princesa Maria Antonieta de Borbó-Dues Sicílies per via paterna, i per via materna era neta del cap de la Casa Reial dels Orleans, Felip d'Orleans, i de la Princesa Maria Isabel d'Orleans.
Nascuda a Madrid fou batejada al Palau Reial de Madrid, amb aigua del riu Jordà i en la pica baptismal utilitzada per Sant Domingo Guzmán. Alfons XIII d'Espanya li concedí la dignitat d'Infanta d'Espanya amb el grau d'altesa reial. Educada al Col·legi de les Irlandeses de Madrid. L'arribada de la República sorprengué la seva família a Sevilla, on el seu pare havia estat nomenat capital general de la regió Bètica. Se'n van anar en exili per via marítima fins a Canes i després a París, on residí fins al 1935 any quan es va casar.

## Casament i descendència
El 14 de gener de 1935 va assistir al casament, a Roma, de la infanta Beatriu d'Espanya, filla del rei Alfons XIII, amb Alessandro Torlonia, 5è príncep de Civitella-Cesi. Allà va conèixer el germà de la núvia, el seu cosí tercer i futur marit, l'infant Joan, quart fill i hereu designat d'Alfons XIII. El casament es va celebrar a Roma i s'oficià a la Basílica de Santa Maria dels Àngels de la capital italiana el dia 12 d'octubre de 1935. Quan el seu marit va assumir el títol de comte de Barcelona com a pretensió el 8 de març de 1941, Maria es va convertir en la comtessa de Barcelona. L'acte fou apadrinat pel Rei Alfons XIII d'Espanya i la Princesa Lluïsa d'Orleans.
Casada amb l'Infant Joan de Borbó, quart fill (tercer mascle) dels Reis Alfons XIII d'Espanya i Victòria Eugènia de Battenberg. Joan era net del rei Alfons XII d'Espanya i de l'arxiduquessa Maria Cristina d'Àustria i per part de mare de la princesa Beatriu del Regne Unit i del Príncep Enric de Battenberg. El casament se celebrà a Roma i s'oficià a la Basílica de Santa Maria dels Àngels de la capital italiana el dia 12 d'octubre de 1935. L'acte fou apadrinat pel Rei Alfons XIII d'Espanya i la Princesa Lluïsa d'Orleans.
Va tenir quatre fills:
- Pilar d'Espanya nascuda a Canes el 1936 rebé el títol de duquessa de Badajoz. Es casà a Estoril l'any 1967 amb el noble castellà Luis Gómez-Acebo.
- Joan Carles I d'Espanya nat a Roma el dia de Reis de 1938. Es casà amb la Princesa Sofia de Grècia el 1962 a Atenes.
- Margarida d'Espanya nascuda a Roma el 1939 rebé els títols de Duquessa de Sòria i d'Hernani. Es casà a Estoril el 1972 amb el doctor Carlos Zurita.
- Alfons de Borbó i Borbó nat a Roma el 1941 i mort accidentalment a Estoril el 1956.

El 1976, un any després de la restauració de la monarquia a Espanya en la persona del seu fill, Joan Carles, van tornar a Espanya. Ella va fer de mediadora entre el seu fill i el seu marit, distanciats des que Joan Carles havia estat designat hereu per Franco. El 1977, Joan va renunciar als seus drets a favor del seu fill, que oficialment li va permetre conservar el títol de comte de Barcelona.
Va morir d'un atac de cor a la Residència Reial de La Mareta, a Lanzarote, on la família reial s'havia reunit per celebrar el Nou Mil·lenni. Va ser enterrada amb els honors d'una reina a la Cripta Reial del monestir de San Lorenzo de El Escorial, prop de Madrid.

## Vida oficial
Assistí a la majoria d'actes de la reialesa europea de la segona meitat del segle xx, des del casament de la Reina Elisabet II del Regne Unit amb el príncep Felip d'Edimburg el 1947 al casament de la seva neta l'infanta Cristina de Borbó amb Iñaki Urdangarín a Barcelona el 1997 tot plegat passant pel famós creuer Agammemnon organitzat per la reina Frederica de Grècia pels membres de la reialesa europea i els casaments del Rei Constantí II de Grècia i de la princesa Anna Maria de Dinamarca o el de la princesa Maria Pia d'Itàlia i del Príncep Alexandre de Iugoslàvia.
Políticament parlant sempre es mantingué en segon terme darrere de la convulsa vida del seu espòs. Instal·lada a Roma, Lausana i finalment a Estoril visqué quaranta-sis anys d'exili forçós.